# 島ぞうり
島ぞうり（しまぞうり）とは、ごく標準的で安価なビーチサンダル、いわゆる「ゴムぞうり」に対する沖縄県独特の呼称。宮古島や石垣島などの先島諸島では「島サバ （シマサバ）」と呼ばれることもある。

## 特徴
一般的には、鼻緒と底が同色で、足の裏が当たる面が白色のものを指すことが多い。このタイプのサンダルに文字や模様などの彫刻を施したものを特に島ぞうりと呼ぶこともある。島や地域によっては、鼻緒と底が一体整形されたウレタン製のもの（いわゆる「ギョサン」）のことを島ぞうりと呼んでいる例もある。この種の安いサンダルは、近年の日本本土では需要が少なく目にする機会も減ったため、若年者の中には沖縄県を訪れて初めてその存在を知る人もいる。観光客相手の店や、県外の沖縄物産を扱う店などでは、沖縄独自のものとして法外に高い値段で販売されることもある。

## 歴史
亜熱帯の沖縄地方では、ヤシやアダンの葉などで編まれたぞうりは昔から日常的な履き物であった。1950年代になってゴムぞうりが発明され、沖縄でも流通するようになったことから爆発的に普及した。

## 名前の由来
沖縄県では、地元のもの、沖縄独自のものを呼ぶとき「島」をつけて呼ぶことが多い（島豆腐、島らっきょうなど）。ただしゴムぞうりは沖縄県独特のものではなく、県内で生産されているわけでもない。これは沖縄県民にとって最も身近で日常的な履き物であることから付けられた名称であると考えられる。

## 沖縄県での愛着度
県民にとっては一番接することの多い履き物である。安価で涼しいことから愛用者が多く、フォーマルな場やスポーツを行う場面以外では靴や靴下をほとんど履かないという人も少なくない。
このため足の甲に鼻緒型（V字型）の日焼けがついている人もよく見かけるが、これを「Vサインはぞうり焼け」と称して、自虐的に開き直る人もいる。